# Вуянович, Сава
Саво «Жучо» Вуянович (серб. Саво "Жућо" Вујановић; 27 января 1923 года, Горня-Лепеница — 10 ноября 1941 года, Црнча) — югославский фотограф, участник Народно-освободительной войны Югославии, Народный герой Югославии.

## Биография
Родился 27 января 1923 года в селе Горня-Лепеница. После начальной школы увлёкся фотографией, работал в Валево. Там же вступил в рабочее движение, неоднократно участвовал в забастовках, демонстрациях и всех акциях, организованных Коммунистической партией Югославии. Активный член Союза коммунистической молодёжи Югославии. После оккупации Югославии ушёл в партизанское подполье, 18 июля 1941 вместе с восемью людьми выбрался на Рожань, где встретился с политруком Жикицей Йовановичем. На следующий день, 19 июля на высоте Прослап (дорога Любовия—Пецка) состоялось совещание членов Коммунистической партии Югославии.
На первом партийном совещании Вуяновича и ещё несколько десятков партизан назначили ответственным за нападение на жандармерийскую станцию в Пецке и разрушение телефонной станции почты. Рота разделилась на несколько десятков, командовать которыми были назначены высокопоставленные деятели КПЮ. В ходе нападения жандармы сбежали. Азбуковацко-Раджевская партизанская рота, в которой служил Вуянович, выросла ещё на 350 человек со временем, и на её основе был создан Раджевский батальон Валевского партизанского отряда. Во 2-й роте батальона политруком был Саво, параллельно занимавший пост секретаря ячейки.
6-я Раджевская партизанская рота была разоружена четниками Йове Васича из Любовии, согласно приказу Драже Михайловича, подписанному после раскола партизан и четников. Штаб Валевского отряда, узнав о разгроме роты, отправил на помощь 1-ю и 2-ю роты, в первых рядах которых шёл и командир роты Петар Враголич. Четники отразили атаки партизан и захватили в плен Саво Вуяновича и ещё несколько человек.
Все пленные партизаны в Любовии были приговорены к смерти, после чего 11 ноября 1941 года четники отвезли их в село Црнча у Дрины, где собирались расстрелять. Вуянович, у которого были связаны руки, прыгнул в Дрину, пытаясь уплыть, но был застрелен четниками и утонул в реке.
27 ноября 1953 года указом Иосипа Броза Тито Саво Вуянович был посмертно награждён орденом и званием Народного героя Югославии.